# Verkehrsausscheidungsziffer
Der Begriff Verkehrsausscheidungsziffer (Abk. VAZ, auch Verkehrsausscheideziffer, Fernverkehrsausscheidungsziffer, Ausscheidungsziffer oder Ausscheidungskennziffer, in Österreich auch Netzausscheidungsziffer) stammt aus der Telekommunikation und bezeichnet die führenden Ziffern vor der Ortsnetzkennzahl. Beide zusammen ergeben die Telefonvorwahl.

## Telefonanlagen
Bei Telefonanlagen wird eine zusätzliche Verkehrsausscheidungsziffer (im deutschsprachigen Raum typischerweise eine vorangestellte „0“) benötigt, um sich erst vom internen ins externe Telefonnetz zu wählen. Da nur bei diesen externen Gesprächen eine Amtsleitung benötigt wird, wird der Vorgang Amtsholung und diese zusätzliche VAZ dann Amtskennziffer (AKz) genannt. In amerikanisch dominierten Ländern oder auch in für den internationalen Markt konzipierten Geräten wird auch oft die „9“ als AKz verwendet, da die „0“ in den USA meist für den Operator (Zentrale) reserviert ist.

## National

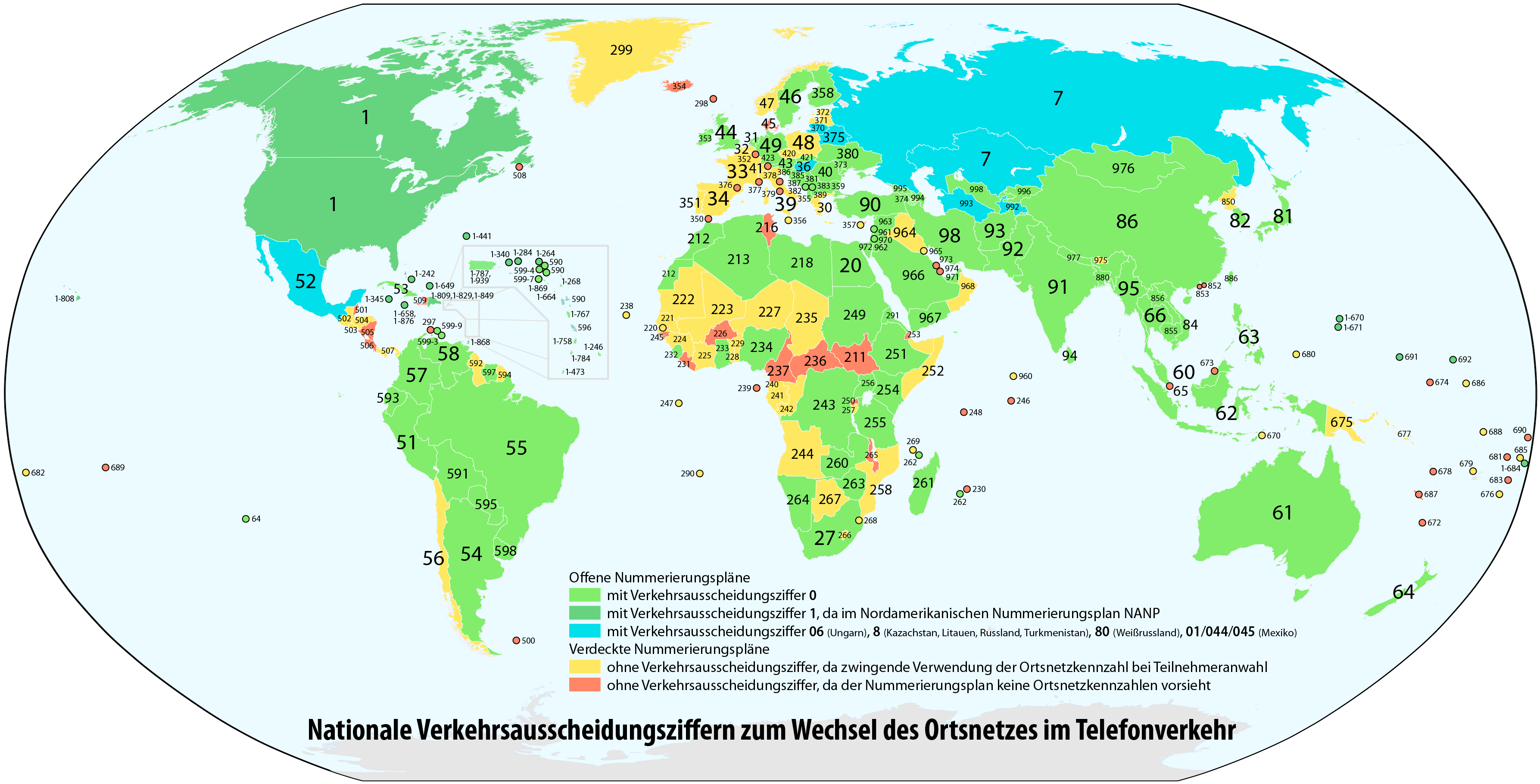
Nationale Verkehrsausscheidungsziffern

Seit der Normung der internationalen Telefonvorwahlen durch die Internationale Fernmeldeunion (ITU) besteht in vielen Ländern die Telefonvorwahl für Ferngespräche aus der nationalen Verkehrsausscheidungsziffer und der eigentlichen Vorwahlnummer.
Bei einem nationalen Telefonferngespräch innerhalb des deutschen Telefonnetzes setzt sich die Telefonvorwahl aus der Verkehrsausscheidungsziffer (VAZ) „0“ und der Ortsnetzkennzahl (ONKZ) zusammen. Nach Wahl der VAZ wird der weitere Verbindungsaufbau nicht mehr durch die Ortsvermittlungsstelle, sondern durch die Fernvermittlungsstelle gesteuert. Beispielsweise ergibt sich für Berlin mit der ONKZ 30 die Vorwahl „030“.
Dies gilt auch in Österreich, wo ebenfalls ein offener Nummernplan gilt. In der Schweiz und Liechtenstein wurde im Zuge der Liberalisierung des Telekommunikationsmarktes auf einen geschlossenen Nummernplan umgestellt; dabei muss die führende „0“ bei nationalen Gesprächen und die ehemalige Vorwahl immer mitgewählt werden. Die lokale Wahl im eigenen Ortsnetz ist somit nicht mehr möglich. Mit „1“ beginnende Kurzwahlen (Beispielsweise Notruf 144) haben laut Definition keine Vorwahl.

## International
Eine internationale VAZ leitet ein Auslandsgespräch ein. In Deutschland, Österreich und der Schweiz sowie in Liechtenstein ist „00“ die internationale VAZ. Nach Wahl der internationalen VAZ wird der weitere Verbindungsaufbau oftmals durch die Auslandsvermittlungsstelle gesteuert. Anschließend wird die Landeskennzahl gewählt, zum Beispiel für Deutschland die „49“. Daraus ergibt sich die gesamte Vorwahl „0049“ für Deutschland.
Für den kompletten Verbindungsaufbau sind bei internationalen Anrufen hinter der internationalen Verkehrsausscheidungsziffer und der Landeskennzahl noch die Ortsnetzkennzahl und Teilnehmerrufnummer erforderlich, die VAZ vor der Ortsnetzkennzahl fällt jedoch meist weg. Ausnahmen sind dabei Italien, Spanien, Portugal, Liechtenstein und Luxemburg. Hier wurde das Vorwahlsystem gänzlich abgeschafft und es gibt nur mehr die Teilnehmerrufnummer selbst. Daher gehört eine eventuell führende Null zur Rufnummer und gilt nicht als VAZ.
Bei der Angabe von Rufnummern im internationalen Geschäftsverkehr kürzt man die internationale Verkehrsausscheidungsziffer mit „+“ ab, insbesondere da international unterschiedliche VAZ genutzt werden. So lautet beispielsweise die Vorwahl für internationale Gespräche nach Berlin „+49 30“.
Das „+“ steht dabei für internationales Rufnummernformat der nachfolgenden Ziffern und wird etwa auf Mobilgeräten auch direkt eingegeben. Die internationale VAZ ist damit hinfällig, da die erste Vermittlungsstelle die gewählte Rufnummer direkt als internationales Rufnummernformat interpretiert oder ggf. durch „00“ ersetzt.
Die „00“ als VAZ folgt den Empfehlungen der ITU und verbreitet sich international zunehmend. Sie gilt durchgängig in Westeuropa sowie in den meisten Ländern Afrikas, Südamerikas und des mittleren Ostens. Abweichend davon nutzen beispielsweise die Länder des Nordamerikanischen Nummerierungsplans die „011“ als VAZ und Japan die „010“. In einigen Ländern ist die internationale VAZ von der Telefongesellschaft abhängig, so ist zum Beispiel die internationale VAZ in Russland „8xx“, mit „xx“ als von der Telefongesellschaft abhängigem Teil.

## Querverbindungen
Historisch bedeutete die Verwendung der Verkehrsausscheidungsziffer, dass nicht mit dem Ortstarif abgerechnet wurde, sondern mit dem nationalen bzw. internationalen Tarif. Bei Ortsgespräch bleibt man an der Ortsvermittlungsstelle, während man mit der Verkehrsausscheidungsziffer zur nächsten Knotenvermittlungsstelle weitergeleitet wird, wo ein anderer Taktgeber den Tarif zählt. Von dort kommt man mit der Ortsnetzkennzahl dann wieder zu einer anderen Ortsvermittlungsstelle.
Für den Telefonverkehr zwischen naheliegenden Orten mit umfangreichem Telefonverkehr wurden zusätzlich Querverbindungswege eingeführt. Während ab 1952 in Deutschland die Verkehrsausscheidungsziffer auf die „0“ vereinheitlicht war, so blieben die Vorwahlen der Querverbindungen im vereinfachten Selbstwählferndienst (vSWFD) uneinheitlich bis zu ihrer Abschaffung. Bei den häufig anzutreffenden EMD-Wählern der Bundespost waren Querverbindungen mit einer führenden Ziffer „9“ technisch vorgesehen. Eine Besonderheit sind Querverbindungen, die sogar über Ländergrenzen hinweg gingen, und damit auch den oft sehr teuren internationalen Telefontarif vermeiden konnten – diese direkten Leitungen existierten zwischen nahe beieinanderliegenden Orten in einem Grenzbereich.
Auch in vielen Hausanlagen mit mehrstelligen Telefonnummern gibt es neben der Ausscheidungsziffer zum Ortsnetz (Amtskennziffern) noch Querverbindungen zu anderen Betriebsteilen (Standortkennziffern). Diese Kurzwahlen sind regelmäßig im Nummernplan des Unternehmens vereinheitlicht. Beim Betriebsnetz der Bahn wurden betriebsinterne Blocknummern auf die „8“ und „9“ gelegt. Da keine Ausscheidung zu einem externen Fernmeldedienstanbieter erfolgt, sind diese  Gespräche über die internen Vorwahlen auch in entfernte Betriebsteile kostenlos. Nach der Kurzwahl des Standortes verwendet man die betriebsinterne Nebenstellennummer.
Mit dem Übergang zu digitalen Telefonnetzen und elektronischen Abrechnungssystemen sind die Querverbindungen selten geworden. Sie sind zur Vermeidung eines nationalen oder internationalen Tarifs nicht mehr notwendig und werden nur noch im Sinne einer Kurzwahl für ein anderes Ortsnetz eingesetzt. Bei betriebsinternen Telefonnetzen können Querverbindungen zur Herstellung der Vertraulichkeit eingesetzt werden, da Gespräche nicht über einen externen Dienst geführt werden, sondern über eigene Leitungen geschaltet werden.